# Мілош Косіна
Мілош Косіна (чеськ. Miloš Kosina; 23 жовтня 1905, Київ, Україна — 10 листопада 1966, Прага) — чеський письменник, автор вестернів, детективів та іншої пригодницької прози для дорослих і молоді, який також писав під псевдонімами Баррі Бейтс, Френк Бранд, К. В. Дрейк, Джеймс Коммон або А. Б. Енді.

## Життєпис
Косіна народився в Києві, Україна, як позашлюбний син вчителя та гувернантки. Після Першої світової війни його мати переїхала до Пряшіва, Словаччина, де Косіна закінчив гімназію. Потім він півроку жив у Югославії та Італії, і з цього перебування черпав ідеї для своїх книжок про життя моряків. У своїй прозі для молоді з рідного середовища його надихав краєвид Кокоржина.
Працював у Празі редактором газети «Národní politika», а з 1945 року — «Práce». Співпрацював і на радіо, з 1951 року був референтом народного підприємства «Конструктива».
Свої оповідання, і не тільки детективи, Косіна здебільшого ґрунтує на розкритті якоїсь частини свого життя, у деяких своїх книгах, особливо для дорослих, він розкриває екзотичні пейзажі. У прозі для юнацтва він також торкався статури героїв-хлопців.

### Під псевдонімом Джеймс Комму
- Стрілок з півночі (1937),
- Бандит Баврі (1938),
- Закони Заходу (1938),
- Стрілялки з мертвого міста (1938),
- Вершник із Хворої річки (1940),
- Віскі Джонс (1940),
- Заборонена весна (1941),
- Кавалери пасовища (1941)

### Під псевдонімом Баррі Бейтс
- Друзі Сан-Ксав'єра (1938),
- Тихий стрілок (1938),
- Обличчя смерті (1941),
- Секрети кіностудії (1943),

### Під псевдонімом Френк Бранд
- Таємниця білого конверта (1941)

### Під псевдонімом С.В.Дрейк
- Таємничий лікар Кардесс (1941),
- Будинок семи привидів (1941),
- Матч гігантів (1941),
- Таємниця аероплана № 6 (1941),

### Під псевдонімом А.Б.Енді
- Людина на задньому плані (1943),

### Під своїм іменем
- Мертва ескадрилья (1939),
- Мисливці на драконів (1939),
- Привіт, китобойці (1940)
- Вогняні крила (1940),
- Золота гора (1940),
- Хлопці з Блакитної затоки (1941),
- Білий каньйон (1941),
- Крила над океаном (1941),
- Мертвий помирає (1941)
- Позначені кулі (1941),
- Поселення Сміливих (1942),
- Хлопчик з долини грому (1943),
- Велика тривога (1943),
- Стежка пригод (1943),
- Тінь орла (1944),
- Дірява шхуна (1944),
- Обличчя в темряві (1944),
- Секунди над містом (1944),
- Вершник з півночі (1945),
- Друг із долини гігантів (1945),
- Хлопці з Блакитної річки (1946), як Мілослав Косіна,
- Герой рівнинної колії (1947),
- Скарби шукачів пригод (1948),
- Земан на горизонті (1948).

### Зовнішні посилання
- Seznam děl v Souborném katalogu ČR, jejichž autorem nebo tématem je Miloš Kosina
- Miloš Kosina na webu PITAVAL
- Miloš Kosina v Databázi knih